# Schafbergbahn
Schafbergbahn – jedna z trzech działających w Austrii wąskotorowych kolei zębatych. Rozstaw szyn wynosi 1000 mm (3 ft 3 3⁄8 cali). Trasa kolejki prowadzi z miejscowości St. Wolfgang im Salzkammergut nad jeziorem Wolfgangsee aż na szczyt Schafberg (Salzkammergut-Berge) (1783 m n.p.m.).
Trasa wynosi 5,85 km. Kolejka pokonuje wysokość 1200 m dzięki systemowi Abta. Została uruchomiona w roku 1893. Dzisiaj obok lokomotyw parowych działają również lokomotywy napędzane silnikami Diesla. 

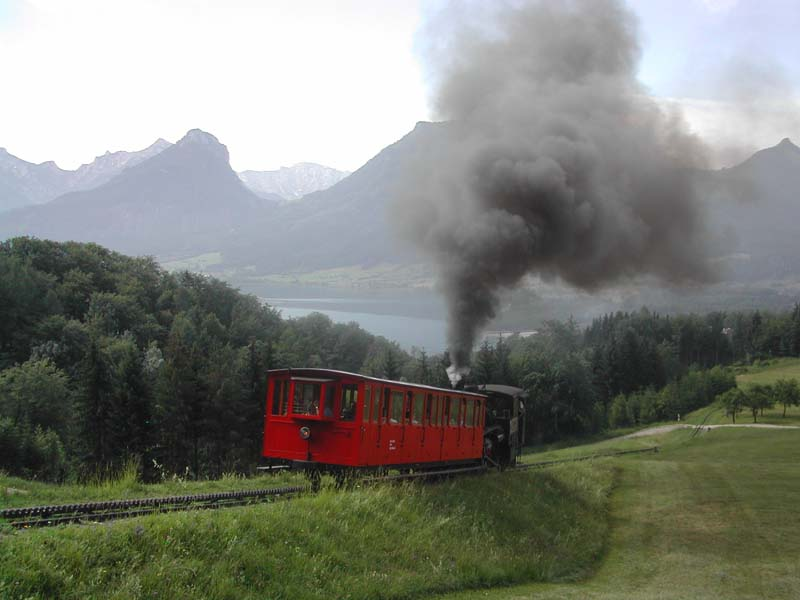
Schafbergbahn niedaleko St. Wolfgang, Austria

## Literatura
- Gunter Mackinger: Schafbergbahn und Wolfgangseeschiffe, Verlag Kenning, Nordhorn, 2008, ISBN 978-3-933613-92-9